# Hong Kong Airlines
Hong Kong Airlines Ltd (en chino tradicional, 香港航空公司; pinyin, Xiānggǎng Hángkōng gōngsī; jyutping, hoeng1 gong2 haan6 gung1 si1), anteriormente CR Airways Limited (en chino tradicional, 中富航空公司; pinyin, Zhōngfù Hángkōng gōngsī; jyutping, zung1 fu3 hong4 hung1 jau5 haan6 gung1 si1, IATA: HX),
es una aerolínea con sede en Hong Kong, su base principal y sede corporativa es el Aeropuerto Internacional de Hong Kong. La aerolínea opera vuelos regionales de pasajeros y de carga a 10 destinos dentro de China y Vietnam, incluyendo códigos compartidos con su aerolínea hermana, Hong Kong Express Airways.
La aerolínea fue fundada como CR Airways por Robert Yip el 28 de marzo de 2001 y comenzó el transporte de pasajeros en operaciones chárter con un helicóptero Sikorsky S-76C+. Fue el primer operador de helicópteros de Hong Kong en recibir un certificado de operador aéreo desde la creación de la Región Administrativa Especial de Hong Kong. La aerolínea de China continental, Hainan Airlines y Mung Kin Keung tomaron el control de la compañía en 2006 con la adquisición de un 45 y 55 por ciento de las participaciones en la compañía, respectivamente. La aerolínea cambió oficialmente su nombre por el de Hong Kong Airlines Limited el 28 de noviembre de 2006 y presentó un nuevo logotipo que representa la Bauhinia, una flor nativa de Hong Kong.

## Destinos

### Acuerdos de código compartido
Hong Kong Airlines tiene acuerdos de código compartido con las siguientes aerolíneas:
| - Asiana Airlines - Air Astana - Air India - Air Mauritius | - Bangkok Airways - China Eastern Airlines - Etihad Airways - EVA Air | - Fiji Airways - Garuda Indonesia - Grand China Air - Hainan Airlines | - Kenya Airways - Royal Brunei Airlines - Shanghai Airlines - Virgin Australia |

## Flota

### Flota actual
Hasta mayo de 2024, la flota de Hong Kong Airlines consiste de las siguientes aeronaves con una edad media de 11,3 años:
Todos los A330 están equipados con un sistema de transmisión de vídeo de 20 pantallas de cristal líquido (LCD) de 9 pulgadas de ancho, dos en clase ejecutiva y 18 en la clase turista.

### Pedidos

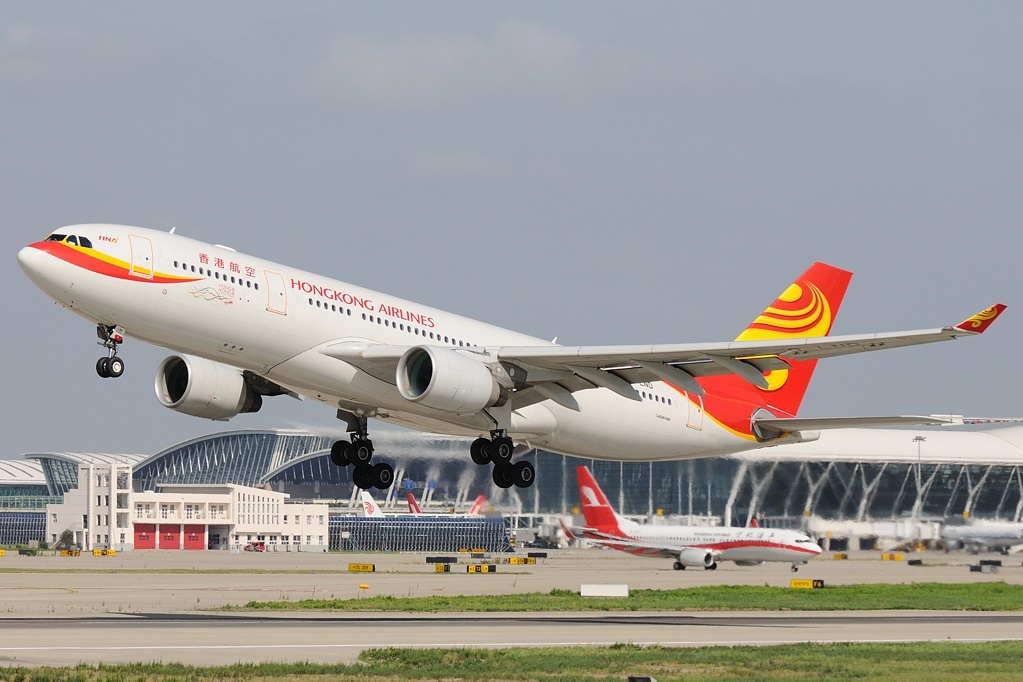
Airbus A330 de Hong Kong Airlines

El 20 de diciembre de 2005, la aerolínea firmó un memorándum de entendimiento (MOU) con Boeing para adquirir 30 aviones Boeing 737-800 y 10 Boeing 787. Sin embargo, según el sitio web de la aerolínea, sólo hay un pedido en firme de cuatro Boeing 737-800, con opción de un pedido en firme para el Boeing 787.
El 21 de junio de 2007, la aerolínea firmó un memorándum de entendimiento con Airbus para adquirir 30 Airbus A320, 20 A330-200 propulsados por motores Rolls-Royce Trent 700 y un Airbus Corporate Jet. La orden fue confirmada posteriormente con la firma de un contrato en firme con Airbus el 12 de septiembre de 2007, el pedido será compartido entre Hong Kong Airlines y su aerolínea hermana Hong Kong Express Airways. En diciembre de 2008, tres de las órdenes originales por 20 A330-200 fueron convertidas a A330-300s y transferidas a Hong Kong International Aviation Leasing. Los aviones serán operados por Hong Kong Airlines.
El 4 de febrero de 2010, Airbus anunció otro memorándum de entendimiento firmado con Hong Kong Airlines para adquirir 6 aviones Airbus A330-200 más. Estos tendrán motores Pratt & Whitney PW4000 y fueron ordenados originalmente por el Grupo Marsans. Al mismo tiempo, uno de los A330-243 en el pedido fue convertido a -343.
En el Salón Aeronáutico de Farnborough en julio de 2010, Airbus anunció que Hong Kong Airlines firmó un memorando de entendimiento para convertir los pedidos de 15 aviones A330 a A350 y realizar un pedido adicional de 10 aviones A330-200. No se anunció la selección de motores para los A330 adicionales.
A principios de 2011, hubo rumores de que Hong Kong Airlines había ordenado 15 aviones Boeing 747-8, pero ese pedido nunca se materializó.
En el Salón Aeronáutico de París en junio de 2011, Hong Kong Airlines anunció la firma de un contrato para la adquisición de 10 aviones Airbus A380, sin embargo, debido a la ira de China con la Unión Europea por los planes de obligar a todas las aerolíneas a participar en su sistema de comercio de emisiones de carbono, el gobierno chino bloqueó el progreso de la venta de los 10 aviones A380 a Hong Kong Airlines. Normalmente, las aerolíneas de Hong Kong no están obligadas a obtener la aprobación del gobierno chino para proceder con los pedidos de aviones. La cancelación del A380 se convirtió en un problema, ya que la empresa matriz de Hong Kong Airlines, Hainan Airlines, está registrada en la China continental. A principios de enero de 2012, el jefe del gobierno corporativo de HKA, Kenneth Thong declaró en una entrevista televisiva que el pedido seguía delante.
En diciembre de 2012, el CEO Yang Jianhong dijo a Bloomberg que "No volveremos a las rutas de larga distancia a corto plazo. La aerolínea está discutiendo el cambio de al menos algunos de los 10 aviones A380 por A330, y retrasando las entregas".

### Flota Histórica
Las aeronaves que han estado en servicio con Hong Kong Airlines son: